# Années folles
Pour plus de détails sur la période, voir Entre-deux-guerres.
Pour les articles homonymes, voir Les années folles (homonymie).
 (février 2010).
Si vous disposez d'ouvrages ou d'articles de référence ou si vous connaissez des sites web de qualité traitant du thème abordé ici, merci de compléter l'article en donnant les références utiles à sa vérifiabilité et en les liant à la section « Notes et références ».
Les Années folles est un chrononyme rétrospectif désignant les années 1920 en France et ailleurs dans le monde occidental, qui furent une période d'intense activité sociale, culturelle et artistique commençant en 1920 et se terminant en 1929 avec le début de la Grande Dépression aux États-Unis (la France étant impactée par cette crise économique à partir de 1931).
Le même phénomène — envisagé sous l’angle économique ou culturel — se produit aux États-Unis, où il est appelé Roaring Twenties, lié à l'ère du jazz, ainsi que le reste de l'Occident : Goldene Zwanziger en Allemagne, Anni Ruggenti en Italie, Felices años veinte en Espagne.

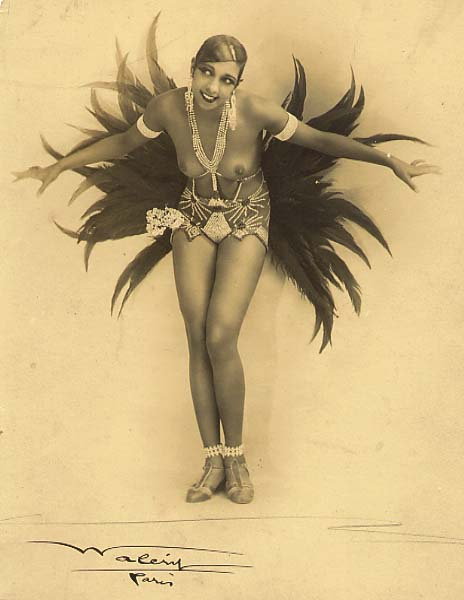
Joséphine Baker, figure emblématique des Années folles en France (cliché Waléry, Paris).

## Contexte
À Paris, pendant la Première Guerre mondiale, la population n'a pas perdu l'art de s'amuser. On fait la fête au début pour se moquer de l'ennemi et se donner du courage : « il allait prendre une belle raclée qui laverait l'affront de 1870 et ferait oublier la honte de l'affaire Dreyfus pour l'Armée française » disait-on. On poursuit la fête ensuite pour distraire les permissionnaires. Puis, quand trop d'horreurs enlèvent aux « poilus » l'envie de rire, la fête continue pour se consoler.
Après la fin du conflit, une génération nouvelle rêve d'un monde nouveau et proclame « Plus jamais ça ! ». On s'empresse de lui proposer de nouvelles griseries sur fond de musique. Venu des États-Unis avec les Alliés, le jazz fait son apparition mais également la danse, la radio et les sports, les industries avec les électroménagers, etc., sur fond de très forte croissance économique…
L'utopie positiviste du XIXe siècle et son credo progressiste font place à un individualisme déchaîné et extravagant. André Gide et Marcel Proust donnent le ton littéraire de cette tendance qui s'exacerbe et croît avec le mouvement dada dont Tristan Tzara publie le manifeste. Le surréalisme d'André Breton n'est pas loin. L'Art nouveau foisonnant, fauché par la guerre, cède la place aux épures précieuses de l'Art déco.

## Montmartre et Montparnasse: noyaux d'un renouveau culturel et artistique majeur

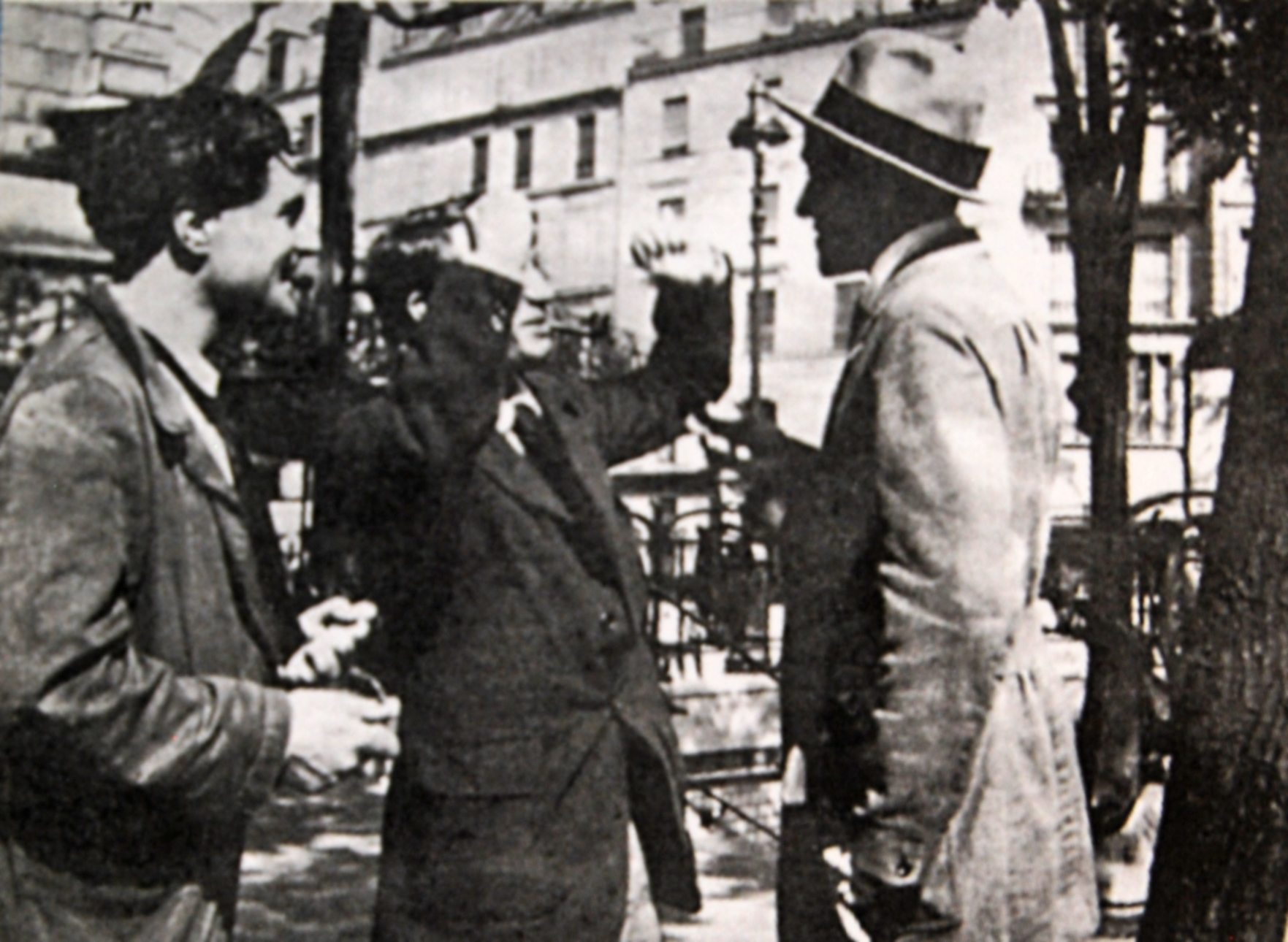
Amedeo Modigliani, Pablo Picasso et André Salmon photographiés devant le café La Rotonde en 1916.

Durant les Années folles, Montparnasse et Montmartre sont les lieux de Paris les plus célèbres et les plus fréquentés, abritant ses prestigieux cafés tels La Coupole, Le Dôme, La Rotonde et La Closerie des Lilas ou les salons comme celui de Gertrude Stein, rue de Fleurus.
Montmartre, tout d'abord, constitue l'un des centres majeurs de ces lieux de rencontre entre ces intellectuels. Le quartier présente un aspect de modernité avec l'existence de trompettistes comme Arthur Briggs qui se produit à l'Abbaye. Mais pour l'écrivain américain Henry Miller comme beaucoup d'autres étrangers d'ailleurs, le carrefour Vavin-Raspail-Montparnasse est selon ses propres mots « le nombril du monde ». Il y est d'ailleurs venu écrire sa série des Tropiques.
À Paris, c'est plus précisément la rive gauche de la Seine qui est principalement concernée par les arts et les lettres, et tout cela se confirme durant les années 1920. En témoignent d'ailleurs la forte concentration de créateurs qui se sont installés au sein de la capitale française et qui occupent les places du cabaret Le Bœuf sur le toit ou les grandes brasseries de Montparnasse. Les écrivains américains de la « génération perdue », à savoir notamment F. Scott Fitzgerald, Henry Miller et Ernest Hemingway, y côtoient les exilés qui ont fui les dictatures méditerranéennes et balkaniques. Il y a enfin les peintres qui forment ce que l'on appellera par la suite « l'École de Paris » et qui regroupent entre autres le Lituanien Soutine, l'Italien Modigliani et le Russe Chagall.

## Mouvement surréaliste
L'avant-garde surréaliste occupe pendant les années 1920 le devant de la scène culturelle en apportant de nouvelles formes d'expression à la poésie avec des auteurs comme André Breton, Louis Aragon, Paul Éluard ou Robert Desnos mais également à la peinture au travers d'artistes comme Max Ernst, Joan Miró, Salvador Dalí, Francis Picabia, à la sculpture avec Jean Arp, Germaine Richier, voire à la cinématographie avec Luis Buñuel et sa célèbre œuvre Un chien andalou, René Clair et Jean Cocteau. Désormais tourné vers l'indicible, le mouvement avant-gardiste voit ses membres adhérer pour une grande majorité d'entre eux au Parti communiste français dont ils partagent la volonté de rupture avec la bourgeoisie.

## Monde du spectacle et influences extérieures
L'influence des États-Unis sur la France est aussi nourrie par diverses pratiques culturelles provenant de l'étranger, et la guerre a accentué cet apport de nouvelles cultures. L'une de ces influences les plus marquantes est le rag, qui se fait rapidement remplacer par le jazz et qui connaît une ascension et une popularité spectaculaires au sein de la ville de Paris. Ce genre de musique a été amené par l'armée américaine et connaît un vif succès en 1925 sur les Champs-Élysées avec la Revue nègre animée successivement par Florence Mills, dit « Flossie Mills » et Joséphine Baker. Vêtue d'un simple pagne de bananes, cette dernière danse avec une furie suggestive sur un rythme de charleston — une musique alors encore inconnue en Europe — l'interprétation d'un tableau baptisé La Danse sauvage. Le scandale fait rapidement place à l'engouement général. Joséphine Baker suscite rapidement l'enthousiasme des Parisiens pour le jazz et les musiques noires. Le charleston se danse en solo, à deux ou en groupe, sur les rythmes du jazz. Il est fondé sur des déplacements du poids du corps d'une jambe à l'autre, pieds tournés vers l'intérieur et genoux légèrement fléchis.
De tous les cabarets à la mode, le plus célèbre est celui dénommé Le Bœuf sur le toit, où l'on voit jouer Jean Wiéner, pianiste et compositeur français. Le monde parisien assistant à ces divertissements ne constitue qu'une infime partie de la population française, à savoir les élites.

### Le rôle joué par les États-Unis
L'influence américaine sur le Paris des Années folles est considérable : le charleston, le shimmy et le jazz remplissent les cabarets et dancings peuplés au lendemain de la guerre par des soldats américains et anglais mais aussi par un public mondain à la recherche de toutes les nouveautés possibles. Il y a donc Le Bœuf sur le toit, mais aussi Le Bricktop's dans lequel on innove en servant le whisky en salle. Ces cabarets s'ouvrent aux rythmes américains des « Roaring Twenties », l'équivalent anglophone de l’expression « Années folles ». Quant aux phonographes, ils diffusent surtout du jazz joué par des Américains blancs, les musiciens noirs s'étant davantage fait connaître dans des cercles plus restreints durant le conflit.
Une soudaine passion et un goût certain pour les États-Unis, leurs valeurs et leur culture, caractérise alors le Paris des années 1920, revues et vedettes de Broadway sont achetées à prix fort puis imitées. Mais la France ne se contente pas de récupérer les spectacles d'outre-Atlantique ; elle les adapte et crée ses propres prestations et représentations. C'est ainsi le cas pour la fameuse Revue nègre qui présente pour la première fois à Paris en 1925 au théâtre des Champs-Élysées, Joséphine Baker, une danseuse se présentant fortement dénudée et plumée, dansant le charleston et multipliant les gestes provocants, sur une musique de Sidney Bechet. Inspirée et influencée par l'Empire colonial français, elle monte La Folie du jour en 1926. Elle reprend aussi des chansons à succès de cafés-concerts telle La Petite Tonkinoise de Vincent Scotto. La chanson J'ai deux amours en 1930 la consacre comme une star de la vie parisienne, vedette complète qui, à l'instar des chansonniers, ne se contente pas de danser mais commente les airs de musique et donne dans le comique.

### Nouvelles danses

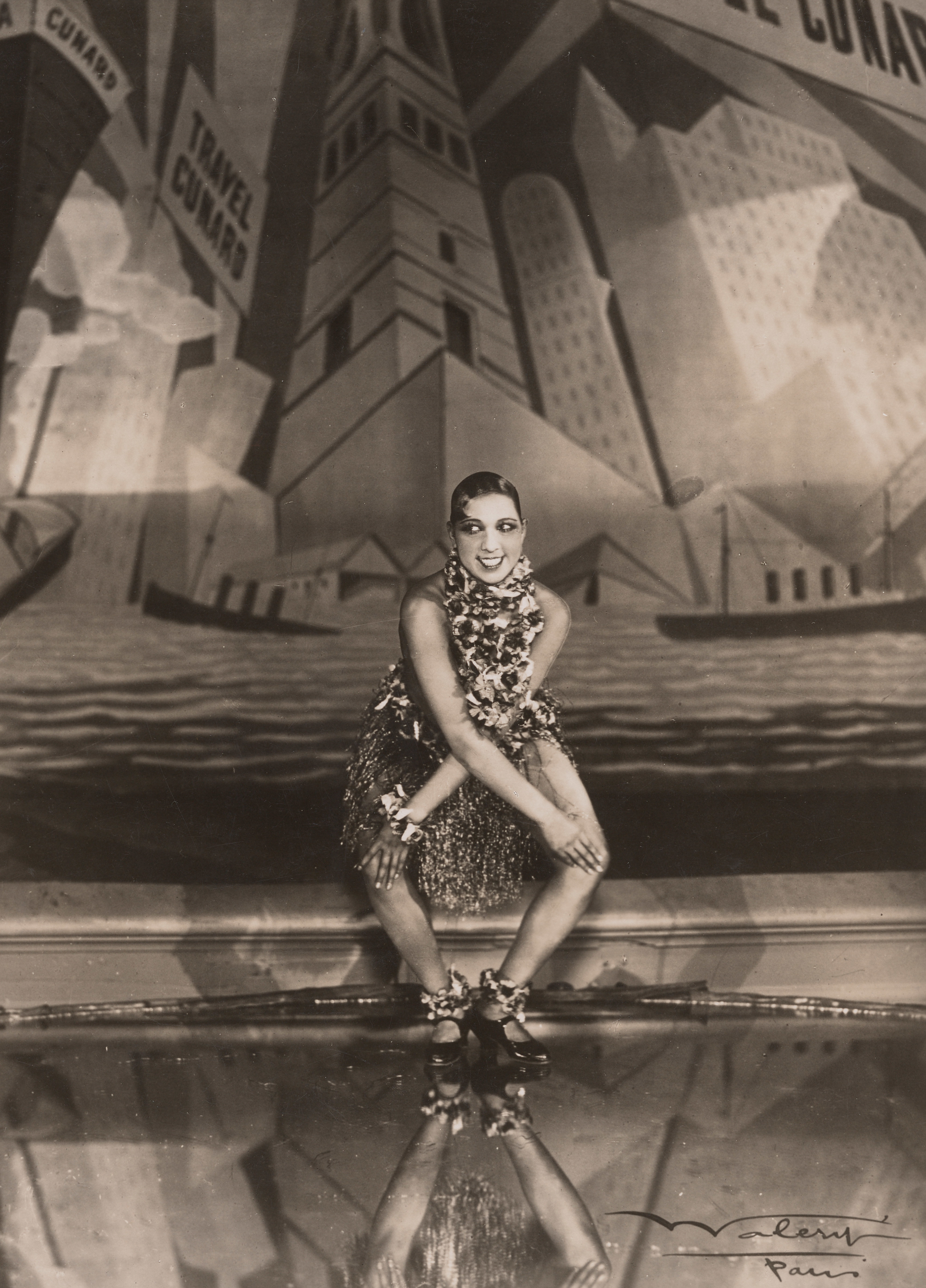
Joséphine Baker dansant le charleston aux Folies-Bergère, à Paris - Revue Nègre Dance (1926).

Portées par de nouvelles techniques (disques, radio, cinéma), se développent des danses s'exprimant dans de nouveaux lieux, les dancings. Le smoking et le goût pour la « musique nègre », comme on l'appelle à l'époque, repoussent les opinions divergentes. Paul Guillaume organise au théâtre des Champs-Élysées en 1919 la Fête nègre. Six ans plus tard, ce même théâtre propose aux Parisiens la Revue nègre. Rue Blomet, le bal nègre attire les esthètes et les curieux. La France est ainsi saisie d'un phénomène de « dansomanie », abandonnant des danses sociales de tradition européenne au profit de diverses danses exotiques (charleston, tango, foxtrot, méringue, etc.).

### Ballets suédois
Les Années folles sont également marquées par un renouveau des ballets. Ainsi, c'est en 1921 que les Ballets suédois proposent L'Homme et son désir de Paul Claudel avec une musique de Darius Milhaud. Ils présentent ensuite Les Mariés de la tour Eiffel dont Jean Cocteau a écrit le scénario. Hélas, il ne convainc pas le public. En 1923, c'est un autre ballet qui voit le jour, à savoir La Création du monde dont Darius Milhaud écrit la musique et Blaise Cendrars le scénario. Fernand Léger, qui a réalisé les costumes, fait surgir sur scène de gigantesques animaux, des oiseaux, des insectes ou encore des dieux totémiques. L'aventure des Ballets suédois se termine dès 1924 avec un ballet nommé Relâche qui a associé Erik Satie et Francis Picabia. À la fin des années 1920, c'est toute une époque qui s'achève, pendant laquelle les ballets ont été l'occasion de spectacles grandioses. Il ne faut pas omettre non plus l'importance des salons, ceux de la princesse de Polignac, de Madame de Noailles et du comte de Beaumont, qui ont été autant de lieux de rencontre et d'inspiration.

### Music-hall
C'est aussi la période où le music-hall remplace définitivement le café-concert. On va au casino de Paris, au concert parisien et au concert Mayol comme on va au théâtre : les spectateurs, les attractions et les chansons se succèdent à un rythme rapide. Les décors et les costumes fantaisistes des girls sont dessinés par des peintres en vogue comme Zinoview autant que par des costumiers qui deviennent des célébrités comme Erté ou Charles Gesmar. Les productions artistiques connaissent une ascension fulgurante : Paris qui danse, Cach' ton piano, Paris qui jazz, Mon homme et Dans un fauteuil qui donnent à Maurice Chevalier et à Mistinguett une célébrité internationale. Les « petits petons » de Valentine font le tour du monde. L'influence américaine, le grand spectacle, les comédies musicales font le succès des Folies Bergère, les fameuses « Fol Berge ». Elles inaugurent en effet leur cycle avec Les Folies en furie en 1922.

### Opérette
L'opérette prend également un nouveau départ le 12 novembre 1918 avec la première de Phi-Phi d'Henri Christiné et d'Albert Willemetz. C'est un succès sur fond de Grèce antique avec de nombreuses créations fantaisistes. En effet, jusqu'à mille présentations furent jouées en seulement deux années. Un autre grand succès s'intitule Dans la vie faut pas s'en faire, la chanson la plus populaire de Dédé, crée en 1921 aux Bouffes-Parisiens avec à nouveau Maurice Chevalier. Des compositeurs se révèlent talentueux comme le marseillais Vincent Scotto mais aussi Maurice Yvain (le compositeur de Mon homme) ainsi que des auteurs comme Sacha Guitry qui écrit le livret de l'Amour masqué. À l'Olympia, à Bobino ou au théâtre de la Gaîté-Montparnasse, on retrouve Marie Dubas et Georgius qui inaugurent le Théâtre chantant en mettant en scène diverses chansons populaires. Il y a aussi Damia surnommée la « tragédienne de la chanson » ou encore Yvonne George et sa voix de vibrato qui reprend des chants traditionnels. À partir de 1926 cependant, l'opérette américaine vient concurrencer la française avec des titres comme No, No, Nanette, Rose Mary et Show Boat. Les Années Folles sont donc une époque de vedettes et de répertoires variés opérant dans divers lieux festifs.

### Sport et spectacle sportif

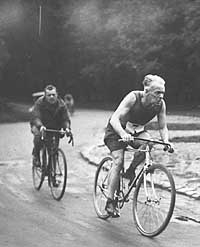
Henri Desgrange vers 1922.

Une autre forme de divertissement, à savoir le spectacle sportif, connaît un engouement similaire durant les Années folles. En effet, la fréquentation des lieux sportifs augmente sensiblement au cours des années qui suivent la guerre et la presse donne à l'événement sportif une audience et une popularité croissantes. Les journaux jouent effectivement un rôle majeur dans la promotion du sport en consacrant au travers des pages sportives une notoriété au Tour de France par exemple, ainsi qu'à cette épreuve extrême que constituait le Paris-Strasbourg à la marche. C'est également la presse qui familiarise le public avec les grands noms du football et du rugby. D'ailleurs, la pratique de ce sport, limitée avant la guerre aux seuls milieux aisés, s'étend désormais aux couches populaires. Le succès des Jeux olympiques de Paris en 1924 est en grande partie dû à la promotion qu'en ont fait les journaux français. Ainsi, 3 092 athlètes représentant 44 pays ont participé à cet événement sportif et pas moins de 625 000 spectateurs y ont assisté.
Au milieu des années 1920, le tennis français domine le monde et connaît alors son âge d'or. La victoire en Coupe Davis des « Quatre Mousquetaires » conduira à la construction du stade Roland-Garros pour accueillir des spectateurs toujours plus nombreux.

## Renouveau d'une culture populaire

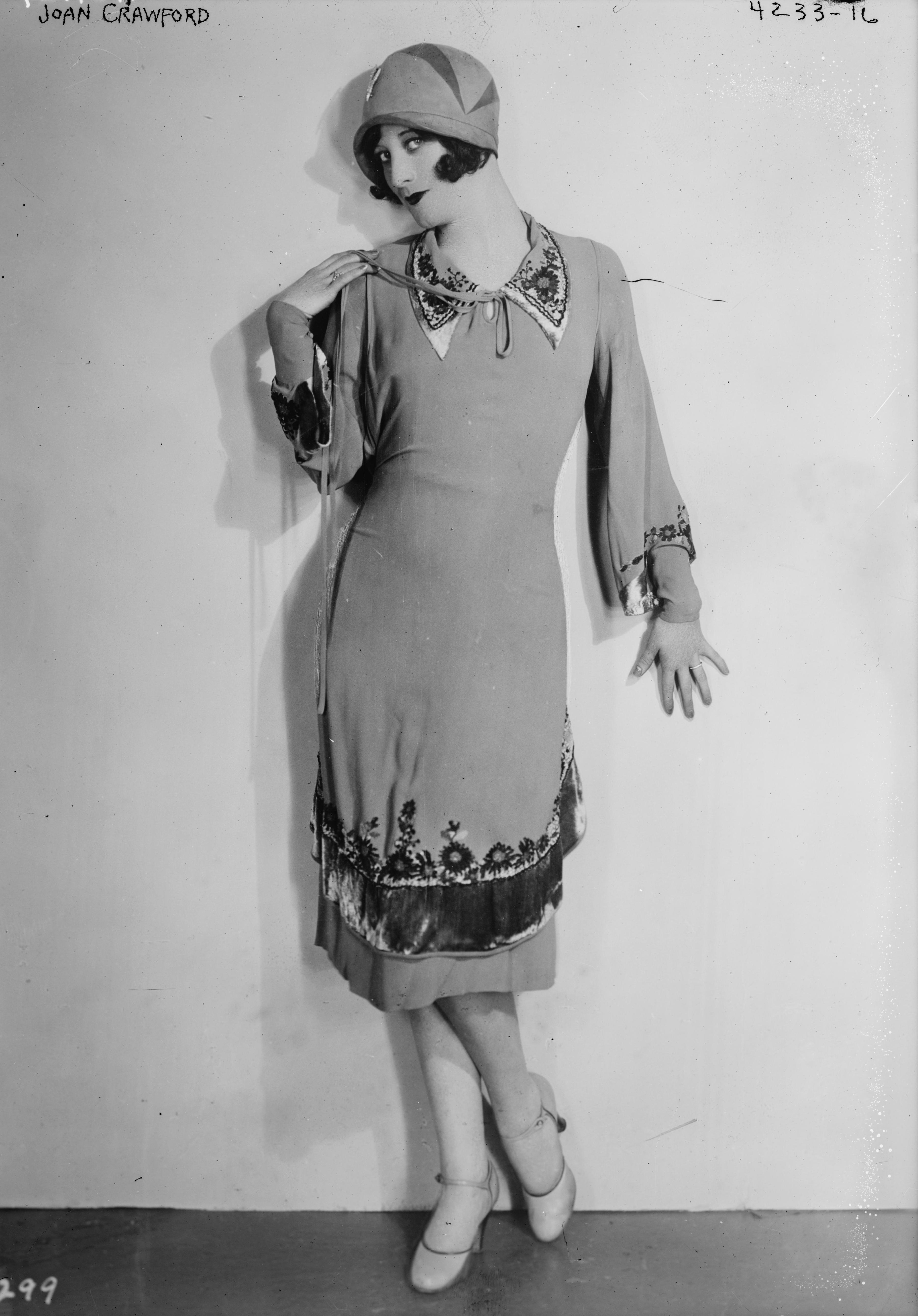
La mode féminine de l'année 1927.

Parallèlement à cette culture des élites qui caractérise les Années folles, on voit renaître dans le même temps à Paris, une culture populaire. En effet, le premier conflit mondial a bouleversé beaucoup de choses, jusque dans le domaine de la chanson. Après quatre ans d'ère nostalgique de la « Belle Époque », de nouveaux artistes font leur apparition dans des lieux à la mode. Le music-hall par exemple, tout en attirant des artistes et des intellectuels à la recherche de la nouveauté, donne également dans le milieu populaire. Il y a certes l'exotisme des revues à grand frais du Moulin Rouge mais il est nécessaire d'évoquer à la même période les débuts de Maurice Chevalier, illustration par excellence de la bonne humeur française au travers d'une de ses chansons, Valentin. Il y a également la meneuse de revue Mistinguett, surnommée La Miss, qui reprend avec succès des airs populaires comme Toujours au turbin, Moi, j'en ai marre. Tous les spectacles ne se réduisent cependant pas qu'à la revue.

## Forte croissance économique
Les Années folles sont une période de très forte croissance économique. De nouveaux produits et services en très forte expansion dopent l'économie : radio, automobiles, aéronefs, pétrole, électricité. La production française d'hydroélectricité est multipliée par huit sur la décennie. L'électricité moins chère favorise les sociétés industrielles qui, en 1928, représentent trois des cinq premières capitalisations françaises à la Bourse de Paris, où les cours sont multipliés par 4,4 sur la décennie et cinq des dix premières. La sixième est une jeune société innovante, qui n'a que 15 ans, Air liquide, déjà dotée d'une stature mondiale. L'indice de production manufacturière atteint en 1928 le niveau 139, pour une base 100 en 1914, avec des disparités sectorielles très fortes : il est de 44 seulement pour l'indice de la construction navale, de 100 pour la sidérurgie et de 422 pour l'automobile. L'indice global français était tombé à 57 en 1919, à 50 en 1921, puis était remonté à 104 en 1924. Il a fallu six ans pour effacer la pénurie d'énergie causée par la reconstruction des mines du Nord, que les Allemands avaient noyées pendant la Première Guerre mondiale.
Le Royaume-Uni traversa une importante crise sociale en 1925 et 1926. Winston Churchill, ministre des Finances, entendait symboliser la restauration de la puissance britannique en fixant la valeur de la livre sterling par rapport au dollar à son niveau d'avant-guerre. Cela entraîna l'augmentation du coût des exportations et la montée du chômage parmi les ouvriers. Le gouvernement réagit à la crise par une baisse générale des salaires et une augmentation de durée de la journée de travail. Une grève générale de neuf jours s'ensuivit.

## Radio
La radio joue un rôle prépondérant en devenant le vecteur privilégié de la nouvelle culture de masse. En effet, elle permet, au travers des premiers disques 78 tours, de faire connaître à un plus grand nombre de personnes, notamment auprès des classes populaires, les vedettes du cabaret et du music-hall. Ainsi, la radio propulse rapidement Mistinguett et Maurice Chevalier au rang de vedettes nationales puis internationales ; les deux deviennent vite des emblèmes du mode de vie à la parisienne.

## Cinéma
Le cinéma muet est l'expression marquante et fascinante des trois premières décennies du XXe siècle. Cette curiosité visuelle, baptisée « cinématographe », à laquelle les scientifiques de l'époque prédisent peu d'avenir, et qui la considèrent comme une curiosité ou une attraction foraine, deviendra à la fois l'une des facettes et l'un des jalons du 7e art. Le cinéma muet est considéré par certains comme les années d'innocence voire d'insouciance du 7e art. L'élégant Max Linder, après avoir été découvert par Charles Pathé, règne sur les écrans jusqu'aux premières heures de la guerre.
En 1914, le vieux continent s’enflamme et de nombreux acteurs sont appelés sous les drapeaux par la mobilisation générale. La production cinématographique européenne est alors presque totalement interrompue. Lorsque le public se réfugie dans les salles obscures pour tenter d'oublier les horreurs du front, il découvre un personnage malchanceux, facilement reconnaissable avec sa moustache et son chapeau melon : Charlot, interprété par Charlie Chaplin (Une vie de chien). En effet, à Los Angeles aux États-Unis, pays non touché par le conflit mondial jusqu’en 1917, l'industrie cinématographique continue son essor et exporte ses films en quantités croissantes. C'est donc à partir de 1914 que le 7e art américain, jusque-là soumis à la suprématie européenne, s'impose comme la plus importante, et probablement la plus influente, des cinématographies mondiales. En 1919, les films venus des États-Unis représentent environ 90 % des projections réalisées dans les salles de cinéma européennes.

## Paris, lieu de rencontres littéraires et artistiques

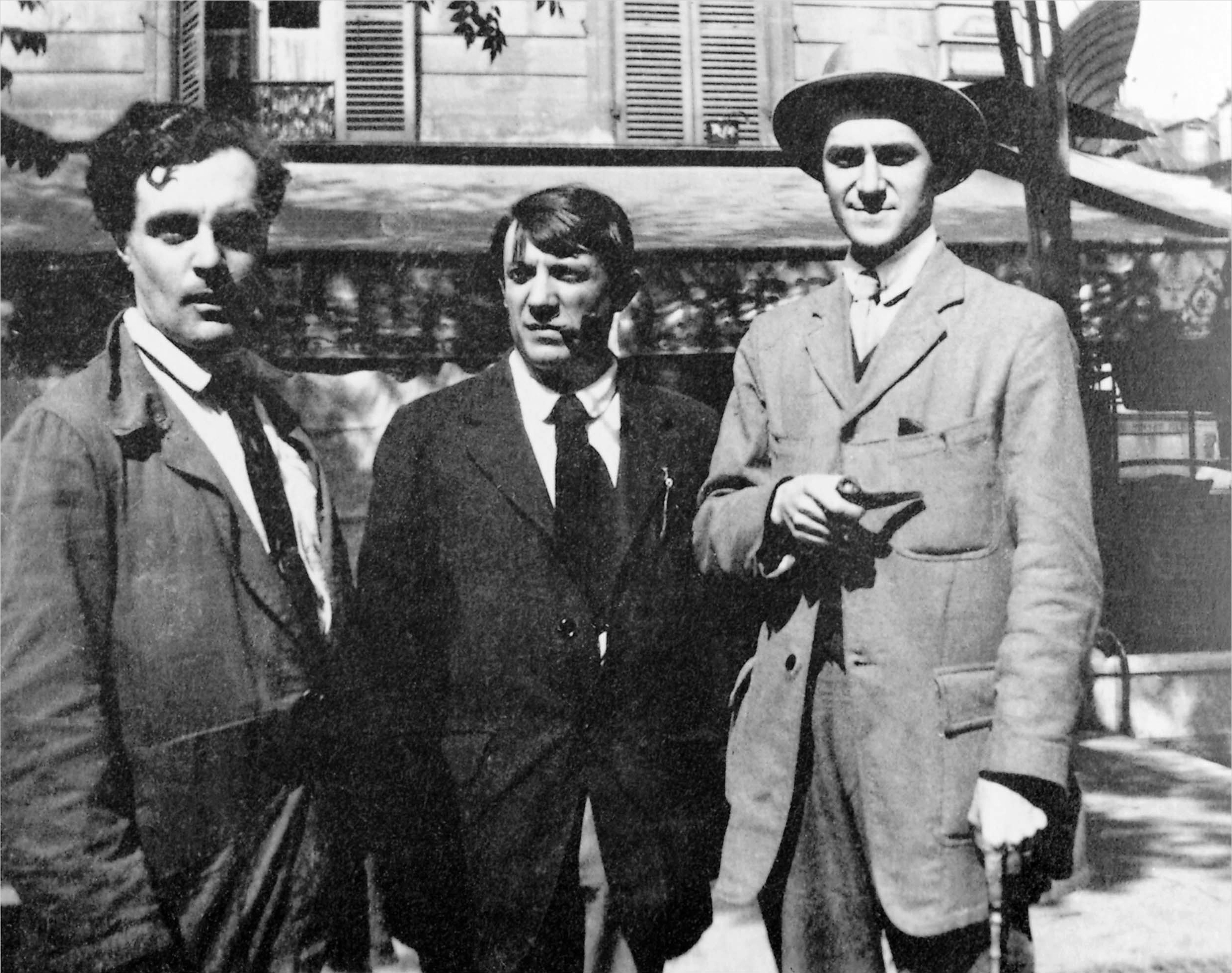
Modigliani, Picasso, et André Salmon, devant La Rotonde à Paris en 1916.

La ville de Paris devient ainsi au cours des années 1920 la capitale des arts et le lieu de rencontre privilégié entre artistes et intellectuels de l'Ancien Monde comme du Nouveau. Ainsi, Gertrude Stein présente à Picasso, Braque et Matisse les ouvrages de Scott Fitzgerald et d'Hemingway. C'est à Paris que l'on publie la première édition de l'écrivain irlandais James Joyce. C'est également dans cette ville que choisit de vivre Natalie Clifford Barney qui a inspiré le personnage de Valérie Seymour dans Le Puits de solitude de Radclyffe Hall. De nombreux artistes et écrivains étrangers s'installent pour des séjours plus ou moins prolongés dans la capitale française : Sonia Stern, Elsa Schiaparelli, Edith Wharton et Jean Rhys, sans compter des Françaises comme Nathalie Sarraute. De même, des écrivains déjà reconnus comme Scott Fitzgerald, John Dos Passos ou Sinclair Lewis viennent y chercher de la nouveauté, de nouvelles inspirations.

## Renouveau théâtral
Le Paris des années 1920, c'est aussi le théâtre qui est essentiellement représenté par quatre metteurs en scène et acteurs principaux, à savoir Louis Jouvet, Georges Pitoëff, Charles Dullin et Gaston Baty. Ces derniers décident en 1927 de joindre leurs efforts en créant le « Cartel des Quatre ». Ils ont néanmoins beaucoup moins de succès que Sacha Guitry qui, lui, triomphe au théâtre des Variétés. Il y a aussi les pièces d'Alfred Savoir, les comédies d'Édouard Bourdet et celles de Marcel Pagnol qui rencontrent toutes un succès certain.
La représentation théâtrale connaît un vif succès d'audience et un incontestable renouveau au cours des années 1920, tout d'abord au niveau de la représentation scénique. Autour du Cartel se développe un effort de création visant à traduire dans la mise en scène les inquiétudes et aspirations de l'époque. Le changement se manifeste aussi dans le choix des thèmes traités et l'atmosphère qui se dégage des œuvres présentées. Parallèlement à cela, le public cultivé des élites s'intéresse de plus en plus à des auteurs et des œuvres qui associent classicisme dans la forme et l'opposition réalité/rêve au niveau de l'atmosphère théâtrale. Aussi, le théâtre de Cocteau, les premières pièces de Giraudoux (tel Siegfried en 1928) et les œuvres de l'italien Pirandello en sont les plus illustres représentants et connaissent le succès. Cependant, tout cela reste classique dans les modes d'expression choisis et conforme au goût des élites.

## Glas des Années folles
Après l'envol de la Bourse au cours des Années folles, le krach de 1929 à Wall Street annonce la fin de cette période d'insouciance. Dès 1928, la salle de spectacle parisienne La Cigale ferme ; en 1929, l'Olympia et le Moulin-Rouge connaissent le même sort puis c'est au tour du théâtre L'Eldorado qui est détruit en 1932. Même si la production s'adressait à un large public, on constate que la fréquentation des music-halls et autres dancings se réduit progressivement aux ouvriers et aux employés des villes. Leur univers de la chanson, c'est celui de la rue, les javas et les tangos des bals populaires, des mariages ou encore des banquets et non celui de la haute société parisienne. En effet, parallèlement à cette culture des élites s'affirme dans le même temps à Paris, une culture populaire qui connaît un succès croissant et finit par s'imposer à la fin des années 1920 et au début des années 1930 au travers d'artistes comme Maurice Chevalier ou encore la meneuse de revues Mistinguett.
Les Années folles se caractérisent par cette volonté de paix intérieure et par une société qui souhaite profiter au maximum de la vie tant qu'elle le peut encore, les années suivantes étant incertaines.

## Dans la culture

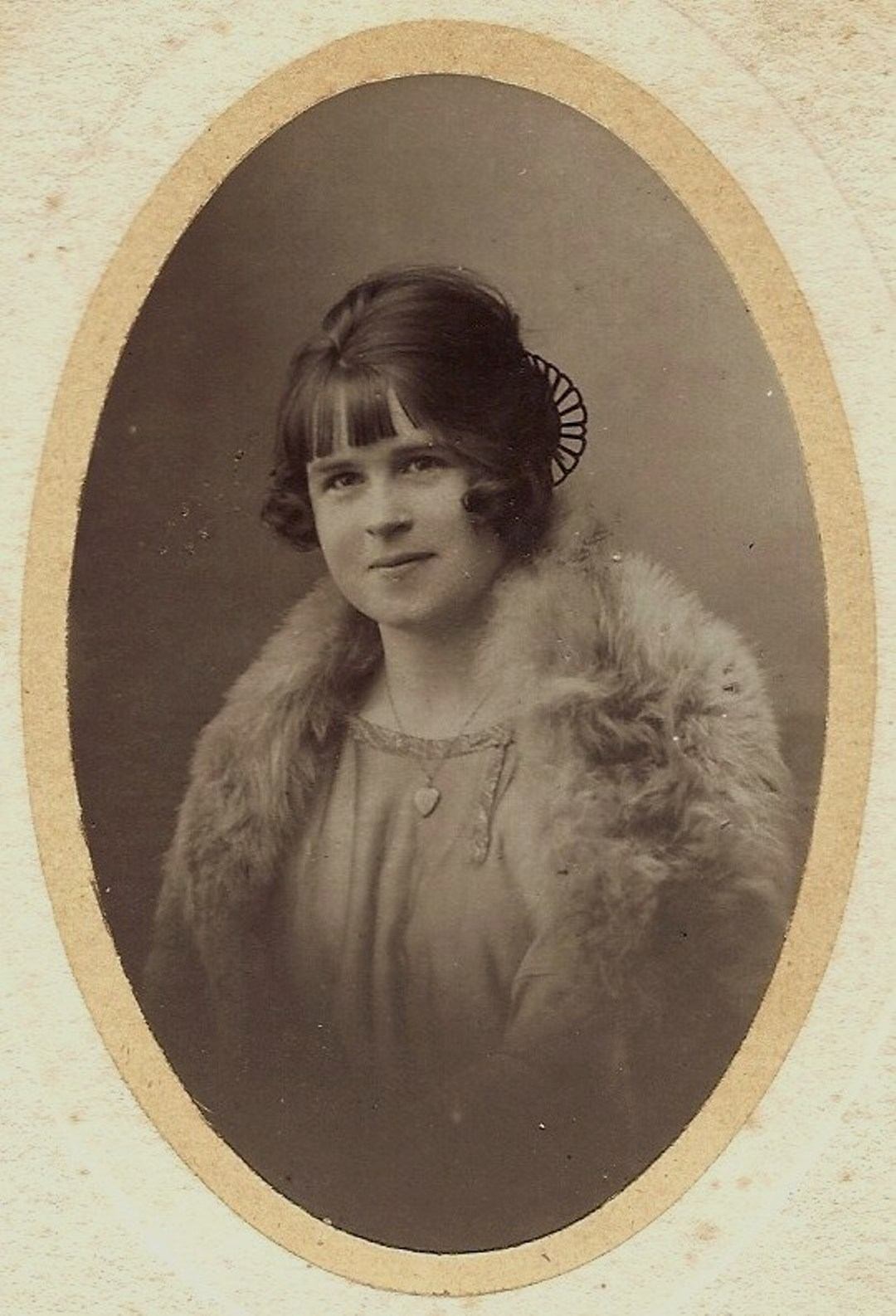
Coiffure de la décennie 1920.

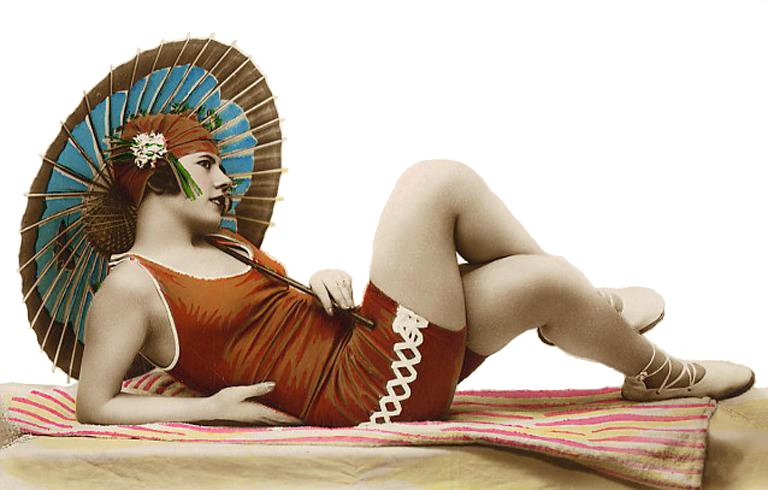
Un modèle de maillot de bain des années 1920.

### Peinture
- Henri Behar et Michel Carassou, Dada. Histoire d’une subversion, Paris, Fayard, 1990.
- Marc Dachy, Journal du mouvement Dada 1915-1923, Genève, Skira, 1989.
- (en) Matthew Gale, Dada & Surrealism, London, Phaidon Press, 1997.

### Littérature
- Michel Collomb, La Littérature Art Déco. Sur le style d’époque, Paris, Méridiens Klincksieck, 1987.
- Jean-Paul Bouillon, Journal de l’Art Déco, Genève, Skira, 1988.

### Documentaires
- 1960 : Les années folles réalisé par Henri Torrent et Mirea Alexandresco.
- 2013 : Paris années folles réalisé par Fabien Béziat.
- 2015 : Dans la fièvre des années 20 de Stefanie Appel.
- 2016 : J'ai deux amours réalisé par Jérémy Rozen.
- 2021 : Les trésors du Paris des années folles réalisé par Florence Troquereau.

### Musique
- (en) Richard Hadlock, Jazz masters of the twenties, New York, Macmillan, 1965.

### Spectacle
- (en) Paul Colin, Josephine Baker and La Revue Nègre : Paul Colin's Lithographs of Le Tumulte Noir in Paris, 1927, introduction de Henry Louis Jr. Gates et Karen C.C. Dalton, Harry N. Abrams, 1998  (ISBN 978-2-9113-8138-6). Traduit par Delphine Nègre, Josephine Baker et La Revue Nègre : Lithographies du Tumulte Noir par Paul Colin, Paris, 1927, Paris, Éditions de La Martinière, 1998  (ISBN 978-2-7324-2440-8).

### Les femmes
- Dominique Desanti, La Femme au temps des Années folles, Paris, Stock-Laurence Pernoud, 1984, 373 p.

### La mode
- Christine Bard, Les Garçonnes. Modes et fantasmes des Années folles, Paris, Flammarion, 1998.

### Les lieux
- Jean-Luc Planche, Moulin Rouge !, Paris, Albin Michel, 2009, 192 p.
- Françoise Planiol, La Coupole : 60 ans de Montparnasse, Paris, Denöel, 1986, 232 p.

### Outils
- Christian Delporte, Jean-Yves Mollier et Jean-François Sirinelli, Dictionnaire d'histoire culturelle de la France contemporaine, Paris, PUF, collection Quadrige Dicos Poche, 2010, 960 p.